# Sergio Mantovani
Sergio Mantovani (n. 22 mai 1929 - d. 23 februarie 2001) a fost un pilot italian de Formula 1 care a evoluat în Campionatul Mondial între anii 1953 și 1955.